# Francisco Pérez Leirós
Francisco Pérez Leirós (1895-1971) fue un político y sindicalista argentino, perteneciente al socialismo. Líder histórico de la Unión de Obreros Municipales. Fue secretario general de la llamada CGT Nº2, cuando la Confederación General del Trabajo se dividió en dos, e integró la conducción colegiada de la CGT en el período 1961-1963. En la actividad política, fue elegido cuatro veces diputado nacional por el Partido Socialista En las décadas del 20 y del 30.

## Biografía

### Sindicalista
Fue secretario general de la Unión de Obreros Municipales (UOM), casi desde su fundación, desde 1919 a 1944,  instaló un complejo hotelero sindical en Salsipuedes (Córdoba).
En 1926 participó en la creación de la Confederación Obrera Argentina (COA), de la que resultó presidente de su Consejo Directivo
En 1930 encabezó el grupo de dirigentes sindicales socialistas que se opusieron a la fusión de la Confederación Obrera Argentina (COA) y la Unión Sindical Argentina (USA) que dio origen a la Confederación General del Trabajo (CGT). Una década más adelante, cuando la CGT se dividió en 1942, fue elegido como secretario general de la CGT Nº2 donde se organizaron los sindicatos comunistas y algunos de los socialistas.
En la década del 30 y comienzos del 40, Pérez Leirós encabezó una corriente sindical que sostenía la necesidad de crear un sindicalismo partidista ligado estrechamente al Partido Socialista. Esta posición se enfrentó a la corriente que sostenía la independencia de los sindicatos respecto de los partidos políticos, enfrentamiento que estuvo en la base de la división de la CGT en 1942.
En el campo de sindicalismo internacional en 1938 fue elegido como representante de la CGT, vicepresidente de la Central de Trabajadores de América Latina (CTAL), al momento de fundarse.
En 1943, cuando se produjo el golpe de Estado que dio origen a la llamada Revolución del 43 encabezó un grupo de dirigentes sindicales de la CGT N.º 2 que se entrevistaron con el Ministro del Interior, General Alberto Gilbert. Los sindicalistas le pidieron al gobierno convocar a elecciones y le ofrecieron el apoyo de una marcha sindical a la Casa Rosada, pero el gobierno rechazó el ofrecimiento y disolvió la CGT N.º 2.
Fue acérrimo opositor a Juan D. Perón y a la corriente sindical nacionalista-laborista derivada de la alianza de Perón, con varios sindicatos mayoritariamente socialistas y sindicalistas revolucionarios. 
Instalada la dictadura autodenominada Revolución libertadora" y derrocado Perón por ese golpe de Estado en 1955, Pérez Leirós, fue designado por el gobierno militar de Pedro Eugenio Aramburu interventor del sindicato municipal, ahora denominado Unión de Obreros y Empleados Municipales. Pérez Leirós integró entonces la llamada «ala dura» o «ala de derecha» del Partido Socialista, fuertemente antiperonista y defensora a ultranza de la dictadura autodenominada Revolución Libertadora, dirigida por Américo Ghioldi, y enfrentada a la llamada «ala de izquierda» dirigida por Alfredo Palacios y Alicia Moreau de Justo.

El 3 de abril de 1957 los municipales anunciaron un paro de actividades luego de efectuar una Asamblea en el Luna Park, el secretario general del gremio Francisco Pérez Leirós no pudo hacer uso de la palabra debido al repudio de los 6000 trabajadores que participaron de la reunión, el gremio desautorizó el paro y desconoció al comité de huelga conformado por las bases.
Entre 1961 y 1963 integró la Comisión Directiva Provisoria de ocho miembros que normalizó la CGT luego su intervención en 1955, junto con Andrés Framini (textiles), Augusto Vandor (metalúrgicos), José Alonso (vestido), Juan Rachini (aguas gaseosas), Arturo Stafolani (La Fraternidad), Riego Ribas (gráficos) y Manuel Carullas (tranviarios).

### Político socialista
Como político fue elegido en cuatro oportunidades diputado nacional por el Partido Socialista. Fue autor de la ley 11.640 (1932) que estableció en la Ciudad de Buenos Aires el descanso semanal desde el sábado a la tarde hasta el lunes, inspirado en la legislación inglesa de 1911, por lo que se conoció como sábado inglés.
En 1933 fue autor de un proyecto para crear un Fondo Nacional para Combatir la Desocupación.
También fue autor de la Ley 12.205 de 1936, conocida como Ley de la Silla, inspirado a su vez en una ley resultado de un proyecto de 1907 de Alfredo Palacios que fue derogada por error, que garantizó el derecho a poder sentarse en una silla durante la jornada de trabajo para las mujeres y menores.
Elaboró un proyecto de ley asociaciones profesionales (sindicatos) que en 1944 sería presentado por la CGT a Perón y tomado como base para elaborar el Decreto Ley de Asociaciones Profesionales que reemplazó el que fuera sancionado en 1943. Paradójicamente el proyecto de Pérez Leirós fue criticado por los sectores más radicalizados del movimiento obrero, con argumentos similares a los que luego utilizara el propio Pérez Leirós y otros opositores contra la legislación sindical peronista.
Dentro del Partido Socialista, Pérez Leirós dirigió la Comisión Socialista de Información Gremial (CSIG), organismo dedicado a profundizar la relación entre el partido y los sindicatos. La CSIG fue duramente criticada por la corriente sindicalista revolucionaria atribuyéndole la introducción «en el sindicalismo argentino de las prácticas con las que el hitlerismo destruyó el movimiento obrero alemán»
En 1957, siendo interventor de la Unión de Obreros y Empleados Municipales, una asamblea del sindicato decidió realizar una huelga por aumento de salarios. Pérez Leirós en la ocasión adoptó una posición contraria a la asamblea convocando a los trabajadores a no acatar la decisión de huelga, pese a lo cual la huelga fue masiva. Pérez Leirós solicitó entonces a las Fuerzas Armadas la represión de la huelga, generando decenas de detenidos. La dirección del Partido Socialista apoyó a Pérez Leirós, en tanto el Consejo Central de Juventudes Socialistas apoyó a los huelguistas. En ese momento, varios integrantes del ala de izquierda del PS, entre los que se encontraban Alicia Moreau de Justo y Sánchez Viamonte, pidieron la expulsión de Pérez Leirós, que no llegó a ser tratada debido a la fractura del PS.

## Obra
- Grandezas y miserias de la lucha obrera (1974). Ediciones Líbera. Buenos Aires.